# Anogeissus latifolia
Anogeissus latifolia es una especie de pequeño árbol perteneciente a la familia Combretaceae origianaria de  India, Nepal, Birmania, y Sri Lanka. Su nombre común en inglés es: bakli, dhau, dhawa, dhawra, o dhaora (Hindi), takhian-nu (Tailandés), y raam (Vietnamita).

## Descripción
Es uno de los árboles más útiles en la India.  Sus hojas contienen una gran cantidad de taninos, y se utilizan en la India para el curtido.  El árbol es la fuente de la goma de la India, también conocida como goma ghatti, que se utiliza para la impresión del calicó, entre otros usos.  Las hojas también son el alimento de la polilla Antheraea paphia  que produce la seda tassar, una forma de seda salvaje de importancia comercial.

## Propiedades
Principios activos: Polisacáridos heterogéneos: D-manosa, D-galactosa, L-arabinosa, D-xilosa y ácido glucurónico.
Indicaciones: Emulsionante y estabilizante, tiende a ser reemplazada por otros polisacáridos como el guar y derivados de la celulosa. Se usa el exudado viscoso por incisión de la corteza.

## Taxonomía
Anogeissus latifolia fue descrita por (Roxb. ex DC.) Wall. ex Guill. & Perr. y publicado en The Flora Sylvatica for Southern India 1: 15. 1869.
Sinonimia
- Anogeissus latifolia var. glabra C.B.Clarke
- Anogeissus latifolia var. tomentosa Haines
- Anogeissus latifolia var. villosa C.B.Clarke
- Conocarpus latifolius Roxb. ex DC.[4]